# ADAMTS13
ADAMTS13（a disintegrin and metalloproteinase with a thrombospondin type 1 motif, member 13），又稱溫韋伯氏因子裂解酶（von Willebrand factor-cleaving protease，VWFCP）是一種含锌的金屬蛋白酶。ADAMTS13可以裂解一種稱為溫韋伯氏因子（vWf）的大型凝血因子。為一種主要由肝臟星狀細胞(stellate cell)製造的蛋白酶，少量由血管內皮細胞、血小板、腎臟足細胞及腎小管上皮細胞分泌，在人體與動物實驗中皆發現受試者接受部分肝切除手術後，ADAMTS13的活性會下降至正常值的30~40%，可見肝臟對ADAMTS13的製造具有重要的貢獻。本酵素存在於血液之中，降解vWf多聚體，以降低它們的活性。

## 遺傳學
ADAMTS13基因存在於第九對染色体（9q34）上。

## 發現
自1982年時，人們就知道遺傳性血栓性血小板減少性紫癜（TTP，一種微血管病性溶血性貧血）患者的血漿中，存在異常巨大的溫韋伯氏因子多聚體（ULVWF）。
1994年，發現在高剪力下時，有一種血漿金屬酶會從vWF第1605位的酪氨酸及1606位的甲硫氨酸間切割。1996年，兩個獨立研究團隊分別發現該酵素。自接下來的兩年，同樣的兩個團隊證明了vWF裂解酶與小血管的血小板血栓生成相關。此外他們還報導了在大部分非遺傳性TTP患者身上，能發現對抗ADAMTS13的IgG抗体。

## 蛋白質組學
ADAMTS家族目前共已知有19種蛋白質，ADAMTS13屬於其中一員，與其他金屬蛋白酶族同樣有一個14個相異的結構域組成的結構，包括金屬蛋白酶(metalloprotease)、解整合素(disintegrin)、TSP1(first thrombospondin type 1 repeat)和間隔域(spacer domain) ，但ADAMTS13並不具備穿膜蛋白結構 ，因此其不存在細胞膜上，而是隨著血液循環在大小血管內作用。該家族的蛋白質擁有蛋白酶結構域，可以水解蛋白質，鄰近則有解聚素結構域，且含有多個血小板反應蛋白結構域。ADAMTS13含有8個血小板反應蛋白結構域，且無輸水穿膜段，所以該蛋白並非膜蛋白。

## 臨床角色
ADAMTS13缺乏症最早發現於Upshaw Schulman Syndrome，為一種復發性遺傳性血栓性血小板減少性紫癜。當時學界認為該病屬於一種自體免疫疾病，因為該疾病使用血漿置換及IgG抑制劑。在ADAMTS13發現後，研究人員發現這些自體抗體會對抗該蛋白上的抗原表位。ADAMTS13具有裂解溫韋伯氏因子多聚體(UL-VWFM)並降低溫韋伯氏因子活性的功能 ，能抑止血小板堆積於微血管形成血栓。由血管內皮細胞分泌的ADAMTS13，可能負責大部分新生溫韋伯氏因子多聚體的裂解，以達到即刻性抑止血栓形成的作用。當ADAMTS13受到自身抗體的攻擊而導致活性下降(小於正常活性10%)，即可能造成呈現巨分子狀態的溫韋伯氏因子(也就是溫韋伯氏因子多聚體)沉積後黏附於血管內皮細胞表層，促使微小血管中血小板凝集，使血液中游離的血小板數量不足，同時血管中的纖維蛋白增加亦破壞紅血球結構，形成不正常型態的血球 (例如:裂細胞Schistocyte)與發生溶血現象，導致產生獲得性血栓性血小板減少性紫斑症的臨床症狀。
研究中發現ADAMTS13低下除了與獲得性血栓性血小板減少性紫斑症的形成密切相關外，在其他栓塞性微血管病變(thrombotic microangiopathy,TMA)中ADAMTS13有不同程度的下降 ，在敗血症、惡性高血壓病患及自體免疫患者中也有發生相似的變化 ，因此合理的推論ADAMTS13活性下降雖然不一定成為直接造成上述疾病的成因，但極有可能在這些病症中擔任促成因子的角色。

## 延伸閱讀
- Furlan, M.; Lämmle, B. . Best Practice & Research. Clinical Haematology. 2001-06, 14 (2): 437-454. ISSN 1521-6926. PMID 11686108. doi:10.1053/beha.2001.0142.
- Tsai, Han-Mou. . Journal of the American Society of Nephrology: JASN. 2003-04, 14 (4): 1072-1081. ISSN 1046-6673. PMID 12660343. doi:10.1097/01.asn.0000060805.04118.4c.
- Tang BL. . Int. J. Biochem. Cell Biol. 2001, 33 (1): 33–44. PMID 11167130. doi:10.1016/S1357-2725(00)00061-3.
- Fujimura Y, Matsumoto M, Yagi H,  et al. . Int. J. Hematol. 2002, 75 (1): 25–34. PMID 11843286. doi:10.1007/BF02981975.
- Zheng X, Majerus EM, Sadler JE. . Curr. Opin. Hematol. 2003, 9 (5): 389–94. PMID 12172456. doi:10.1097/00062752-200209000-00001.
- Tsai HM. . J. Mol. Med. 2003, 80 (10): 639–47. PMID 12395148. doi:10.1007/s00109-002-0369-8.
- Tsai HM. . Arterioscler. Thromb. Vasc. Biol. 2003, 23 (3): 388–96. PMID 12615692. doi:10.1161/01.ATV.0000058401.34021.D4.
- Tsai HM. . J. Thromb. Haemost. 2003, 1 (4): 625–31. PMID 12871390. doi:10.1046/j.1538-7836.2003.00169.x.
- Remuzzi G. . J. Thromb. Haemost. 2003, 1 (4): 632–4. PMID 12871391. doi:10.1046/j.1538-7836.2003.00170.x.
- Moake JL. . Semin. Hematol. 2004, 41 (1): 4–14. PMID 14727254. doi:10.1053/j.seminhematol.2003.10.003.
- López JA, Dong JF. . Semin. Hematol. 2004, 41 (1): 15–23. PMID 14727255. doi:10.1053/j.seminhematol.2003.10.004.
- Plaimauer B, Scheiflinger F. . Semin. Hematol. 2004, 41 (1): 24–33. PMID 14727256. doi:10.1053/j.seminhematol.2003.10.006.
- Kokame K, Miyata T. . Semin. Hematol. 2004, 41 (1): 34–40. PMID 14727257. doi:10.1053/j.seminhematol.2003.10.002.
- Schneppenheim R, Budde U, Hassenpflug W, Obser T. . Semin. Hematol. 2004, 41 (1): 83–9. PMID 14727263. doi:10.1053/j.seminhematol.2003.10.007.
- Kremer Hovinga JA, Studt JD, Lämmle B. . Pathophysiol. Haemost. Thromb. 2005, 33 (5-6): 417–21. PMID 15692254. doi:10.1159/000083839.
- Levy GG, Motto DG, Ginsburg D. . Blood. 2005, 106 (1): 11–7. PMID 15774620. doi:10.1182/blood-2004-10-4097.
- George JN. . Curr. Hematol. Rep. 2005, 4 (3): 167–9. PMID 15865866.
- Dong JF. . J. Thromb. Haemost. 2005, 3 (8): 1710–6. PMID 16102037. doi:10.1111/j.1538-7836.2005.01360.x.
- Matsukawa, M.; Kaikita, K.; Soejima, K.; Fuchigami, S.; Nakamura, Y.; Honda, T.; Tsujita, K.; Nagayoshi, Y.; Kojima, S.; Shimomura, H.; Sugiyama, S.; Fujimoto, K.; Yoshimura, M.; Nakagaki, T.; Ogawa, H. . The American Journal of Cardiology. 2007, 100 (5): 758–763. PMID 17719316. doi:10.1016/j.amjcard.2007.03.095.

## 外部連結
- The MEROPS online database for peptidases and their inhibitors: M12.241[]
- OMIM 274150
- Secreted protein database entry
- Human ADAMTS13 genome location and ADAMTS13 gene details page  in the UCSC Genome Browser.

Category:ADAMTS